# Cetatea Aiudului

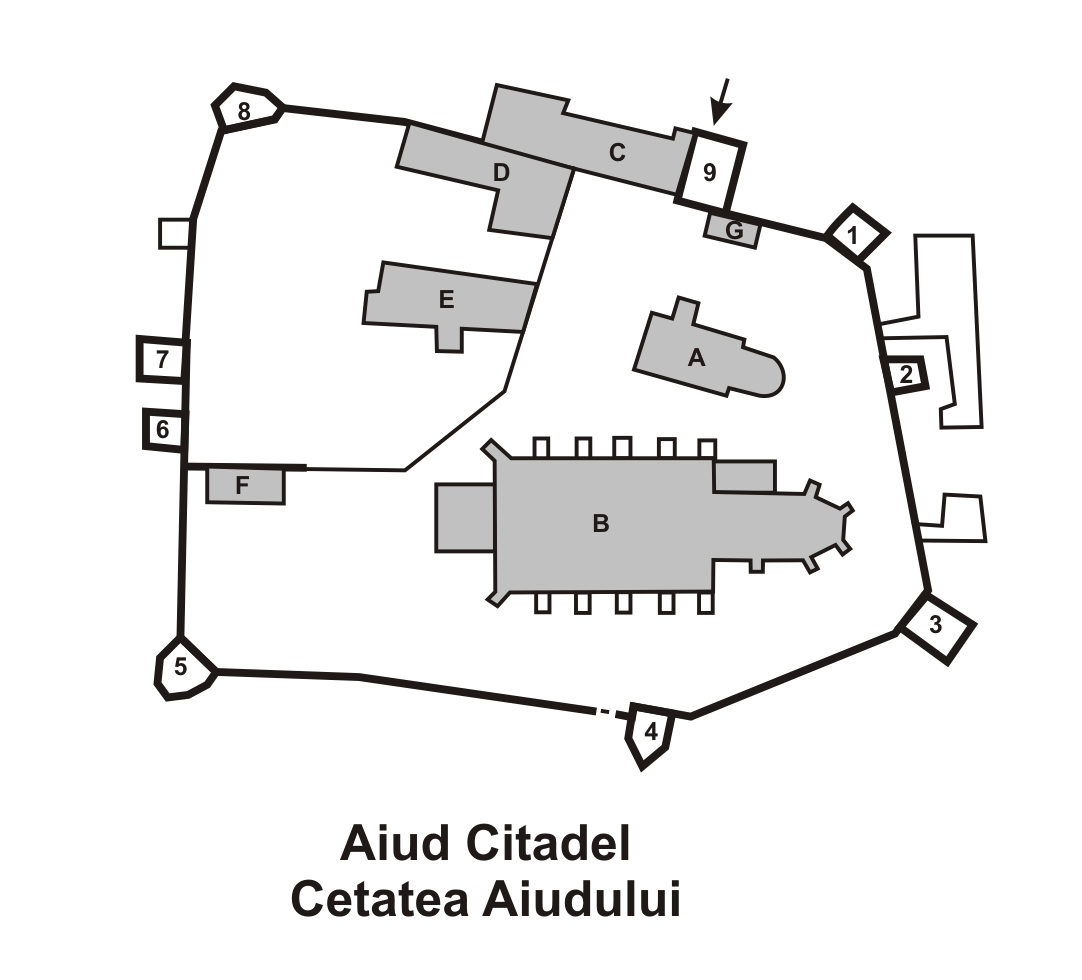
Planul cetății Aiudului. Sunt reprezentate:
A. Biserica Evanghelică-Lutherană
B. Biserica Reformată-Calvină
C. Casa voievodală Bethlen
D. Clădirea oficiului parohial
E. Clădirea parohială
F. Vechea casă a clopotarului
G. Vechea casă parohială evanghelică
Și turnurile:
1. Turnul măcelarilor
2. Turnul croitorilor
3. Turnul cizmarilor
4. Turnul blănarilor
5. Turnul dogarilor
6. Turnul olarilor
7. Turnul Kalendas
8. Turnul lăcătușilor
9.Turnul porții

În mijlocul orașului Aiud se păstrează una din cele mai vechi cetăți urbane din Transilvania (sec. XIII-XVI), Cetatea Aiudului. Cetatea este monument istoric, cu codul  AB-II-a-A-00172.
Actuala Cetate are drept principale componente biserica reformată calvină și biserica evanghelică, înconjurate de o incintă fortificată. Cetatea a fost construită în secolul XIV, datorându-și aspectul actual modificărilor din secolele XVI și XVII. Cercetările arheologice au descoperit, sub actuala cetate, o așezare daco-romană, suprapusă de o fortificație de pământ.

## Istoric

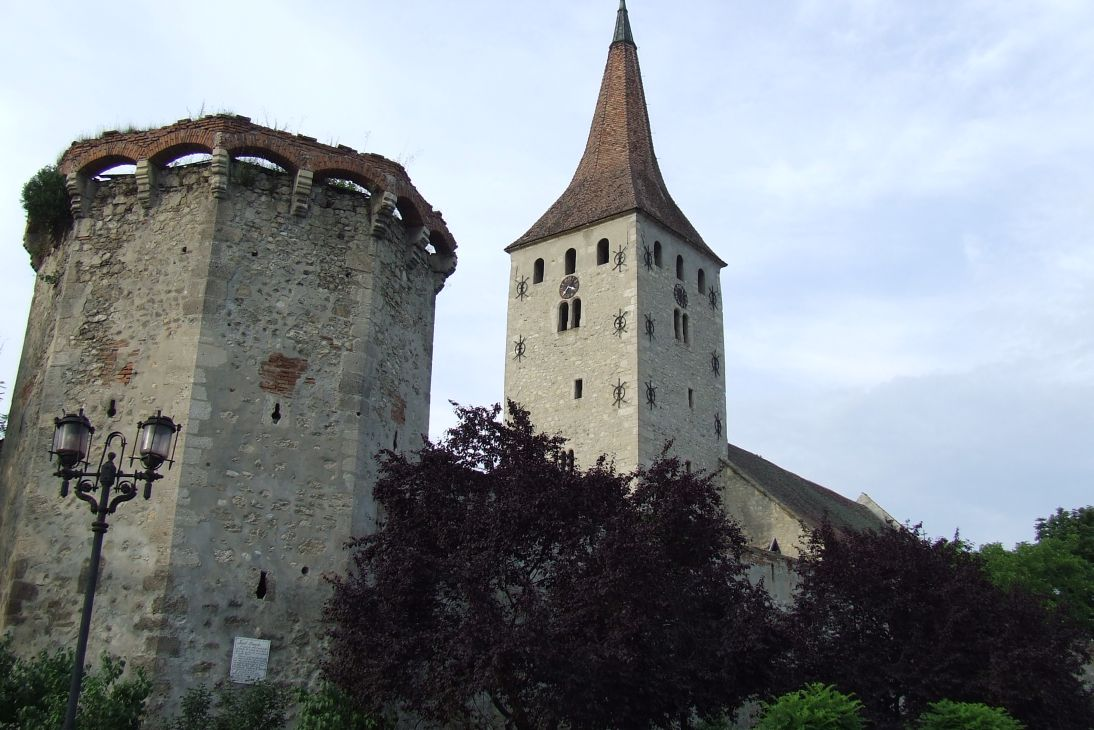
Cetatea Aiudului
(Turnul dogarilor și Biserica Reformată-Calvină

Pe acest loc cercetările arheologice au relevat existența unei așezări daco-romane din secolul III, peste care ulterior a fost înălțată o fortificație de pământ. Peste această fortificație, a fost ridicată cetatea în două faze. Cercetările arheologice au decoperit prima fază ca având loc în secolul XIV. Aceste date intră în contradicție cu tradițiile locale săsești care indică ridicarea cetății înainte de marile invazii ale tătarilor din 1241, dar nu a putut fi confirmată această ipoteză. În prima fază cetatea era de fapt o biserică fortificată, similar multor alte biserici fortificate transilvănene.
A doua fază de construcție a cetății Aiudului a avut loc în perioada secolelor XVI-XVII. Forma actuală a cetății a fost definită în cea de-a doua fază de construcție, când zidurile au fost extinse.

## Descriere
De plan poligonal neregulat, cu o suprafață de app. 3500 m2 și construită din piatră brută cu o grosime a zidurilor de 1,2 m, cetatea a fost întărită cu turnuri atribuite diversor bresle meșteșugărești care le întrețineau și al caror nume îl purtau. Avea 9 turnuri: Turnul măcelarilor, Turnul croitorilor, Turnul cizmarilor, Turnul blănarilor, Turnul dogarilor, Turnul olarilor, Turnul Kalendas, Turnul lăcătușilor-fierarilor și Turnul Porții. Din rândurile fiecărei bresle responsabile de turnuri, se alegeau ofițerii de breaslă, comandanții militari ai cetății. Legătura între turnuri se făcea prin drumul de strajă aflat în spatele parapetului, la care se avea acces prin intermediul mai multor scări din lemn. În interiorul celor 9 turnuri, la nivelele superioare ale lor se putea ajunge prin scările interioare de lemn.
În interiorul zidurilor cetății se află Biserica Reformată-Calvină, ridicată în stil gotic târziu la sfârșitul sec. XV, de tip biserică-hală cu trei nave, cu absida poligonală și turn pe vest, interiorul modificat baroc. Lângă aceasta este dispusă Biserica Evanghelică-Luterană, ridicată în a doua jumătate a secolului XIX, pe locul unei capele construite în 1333-1334.
Pe latura de nord a cetății se afla Palatul Voievodal (sec. XVI-XVII), care a aparținut principelui ardelean Gabriel Bethlen (în anii 1612-1629). În palat funcționează Muzeul de Istorie din Aiud. Cele 9 turnuri ale cetății sunt:

### Turnul măcelarilor

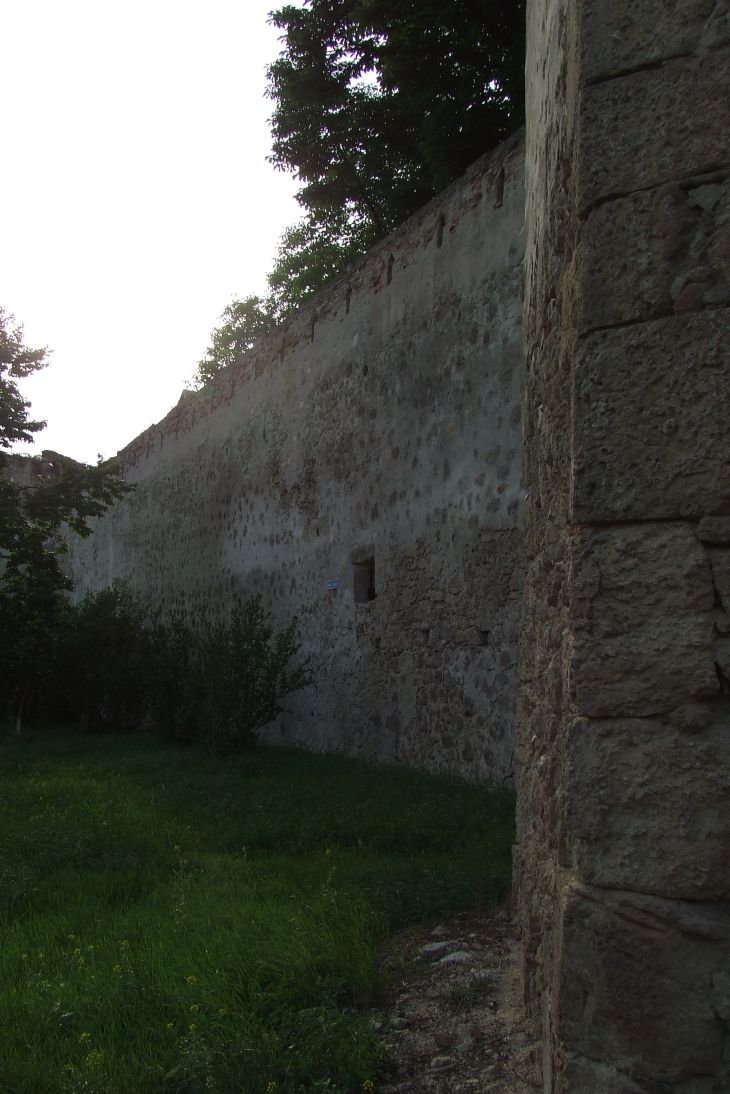
Porțiunea de zid de la turnul blănarilor spre turnul dogarilor

Rectangular, turnul păstrează încă elemente din faza sa inițială de construcție (secolul XIV). A fost dat în grija breslei măcelarilor încă de la început, fiind îngrijită de aceasta pe durata întregii sale istorii. Breasla măcelarilor apare menționată din secolul XV, primind mai multe privilegii din partea principilor transilvăneni (1589, 1749). În perioada modernă breasla s-a transformat în asociație profesională.

### Turnul cizmarilor
De formă rectangulară, turnul a aparținut întâi breslei lăcătușilor, în secolul XVIII fiind atribuit cizmarilor. Breasla cizmarilor apare menționată încă din secolul XV. În peretele turnului sunt zidite 3 inscripții: însemnele breslelor lăcătușilor, ale cizmarilor și 
o a treia care consemnează faptul că în 1706 turnul distrus a fost dat breslei cizmarilor care l-a reparat pe cheltuiala sa în 1734. 

### Turnul dogarilor
Turnul dogarilor este dispus în colțul de sud-vest al celei de-a doua incinte a cetății. Breasla dogarilor aiudeni apare menționată din 1519, fiind de-a lungul timpului una dintre cele mai redutabile bresle transilvănene de dogari. Pe peretele turnului sunt săpate în piatră însemnele breslei și anul ultimei reparații efectuate - 1744.

### Turnul olarilor
Turnul este ridicat deasupra unei fundații datând din secolul XIV, având o formă de patrulater. A aparținut uneia dintre cele mai renumite bresle din Aiud, cea a olarilor. Breasla olarilor apare ca beneficiind de privilegii din partea principilor transilvăneni încă din 1748, ei existând până în primele decenii ale secolului XX, sub formă de asociații sau ca meșteri independenți.

### Turnul Kalendas
Turnul a fost construit deasupra unui vechi contrafort de susținere a zidului vestic al cetății. Inițial a aparținut breslei frânghierilor, ulterior fiind donată asociației "Kalendas" sau "Sfântul Spirit".Turnul a fost ridicat în secolul xv

### Turnul lăcătușilor-fierarilor
Turnul a fost primit de breasla lăcătușilor și fierarilor în secolul XVIII după distrugerea cetății de către trupele habsburge și ale curuților, fiind destinat a asigura apărarea cetății dinspre nord-vest. Pe peretele turnului este încrustat în piatră emblema breslei. Aceasta este una dintre cele mai vechi bresle din Aiud, fiind menționată încă din secolul XVI și existând până la începutul secolului XIX.

### Turnul Porții
Turnul Porții a fost ridicat încă de la început (secolul XIV), pe sub el asigurându-se accesul în cetate. Poarta aflată sub turn era legată de podul mobil care făcea legătura peste șanțul cu apă, în acest fel asigurându-se controlul celor ce intrau în cetate. Până la sfârșitul secolului XVIII șanțul a continuat să fie utilizat. Într-o a doua fază de construcție, pe partea vestică a turnului porții a fost ridicată clădirea ce adăpostește azi Muzeul de Istorie din Aiud.

## Galerie de imagini

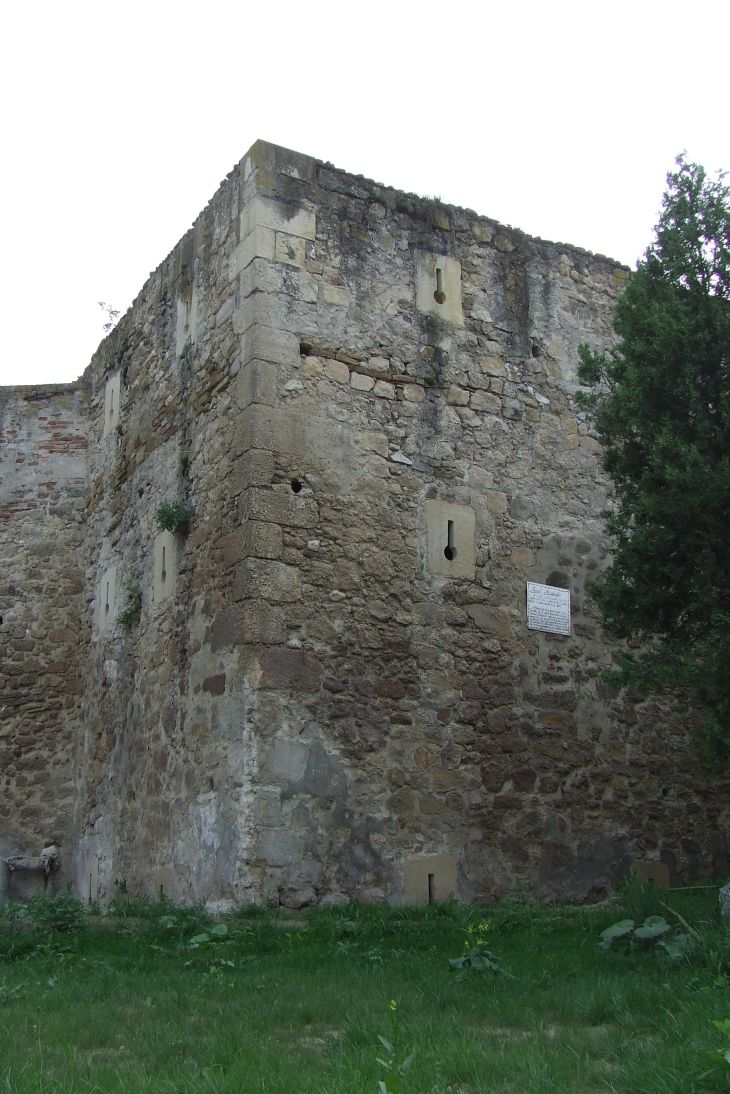
1 - Turnul măcelarilor
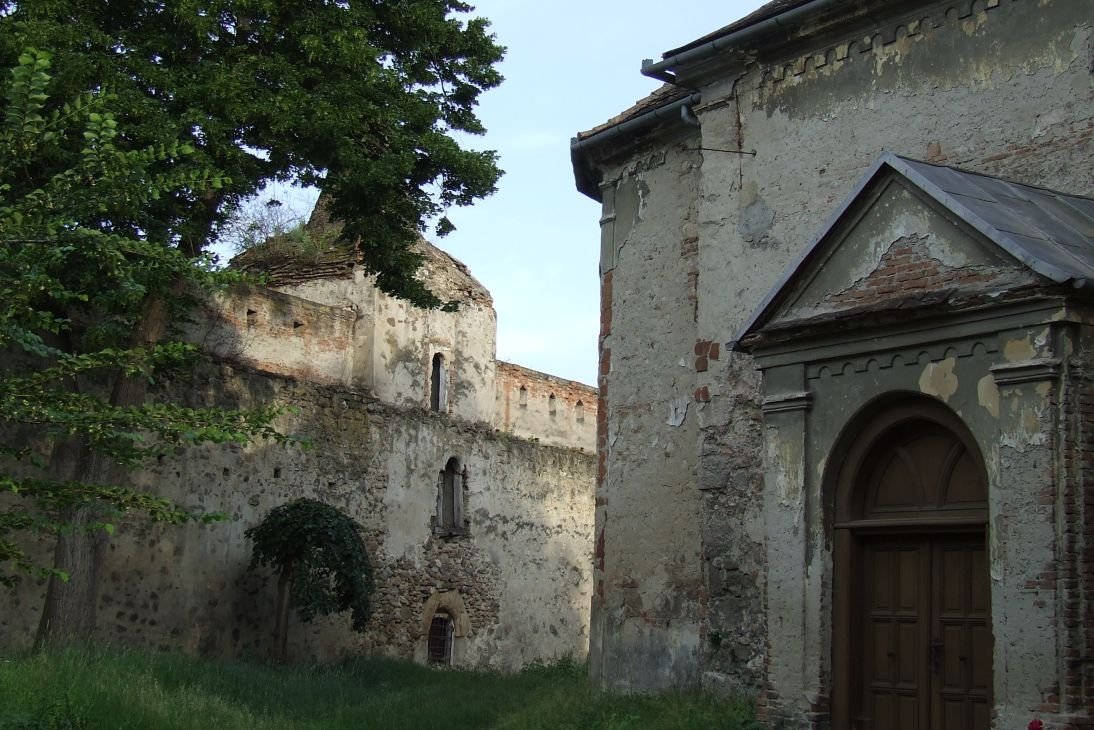
2- Turnul cizmarilor în stânga şi Biserica evanghelică-luterană în dreapta
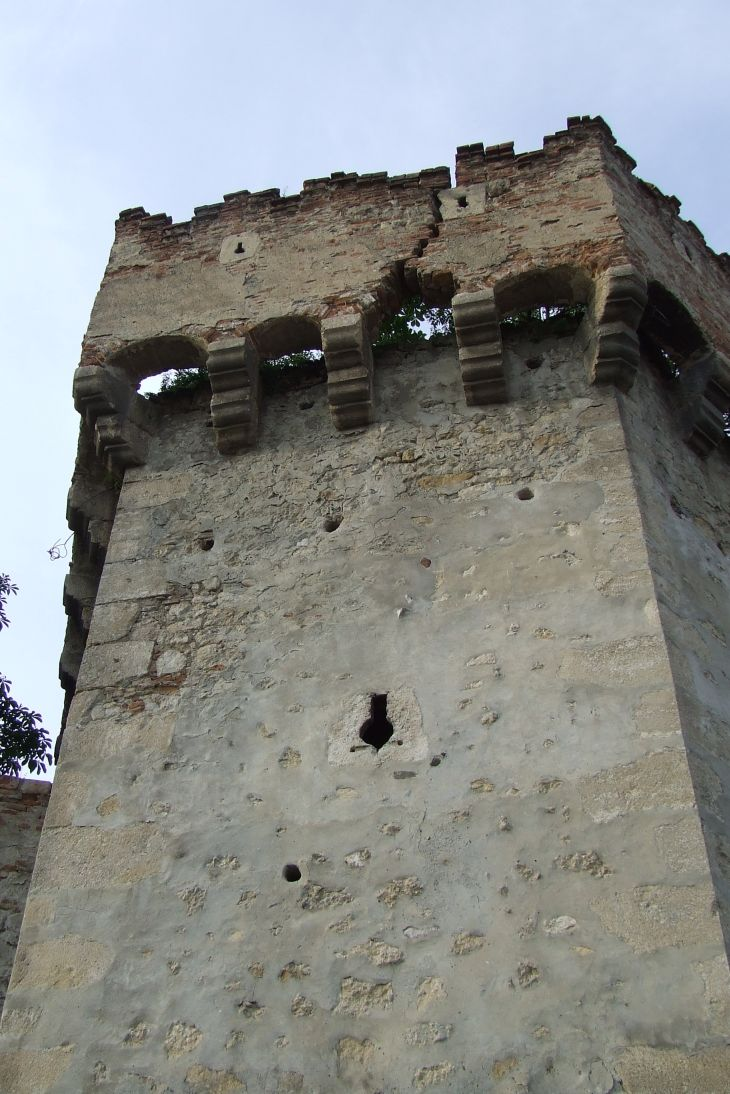
4 - Turnul blănarilor
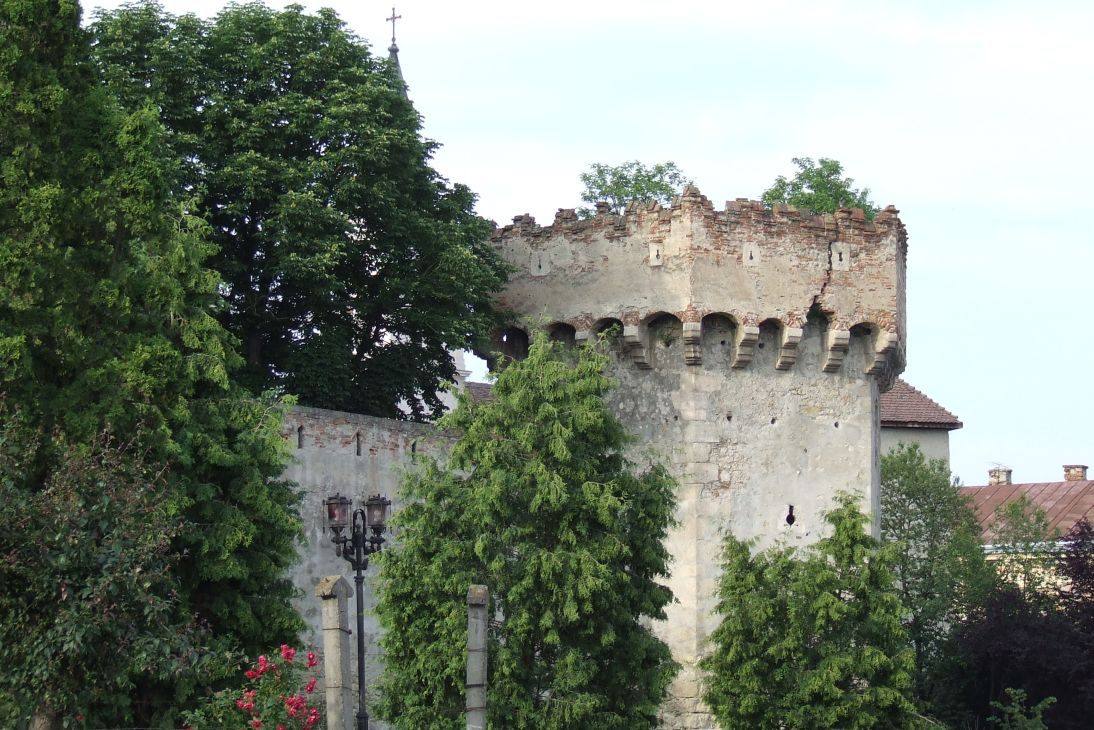
4 - Turnul blănarilor
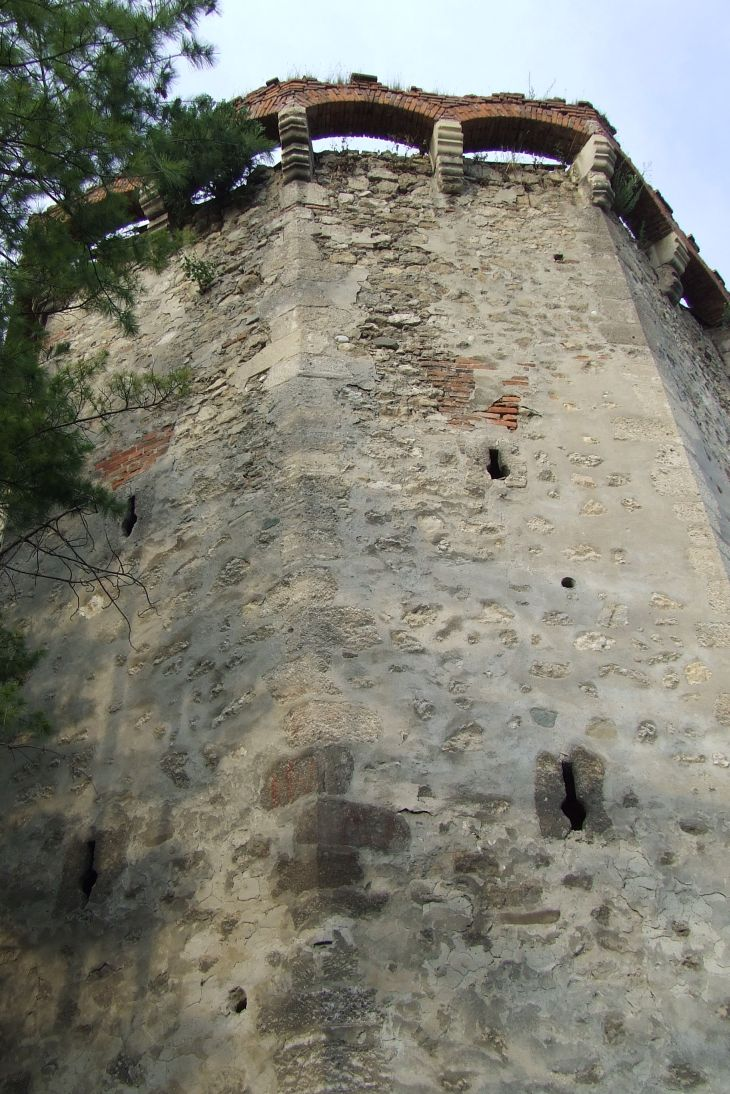
5 - Turnul dogarilor
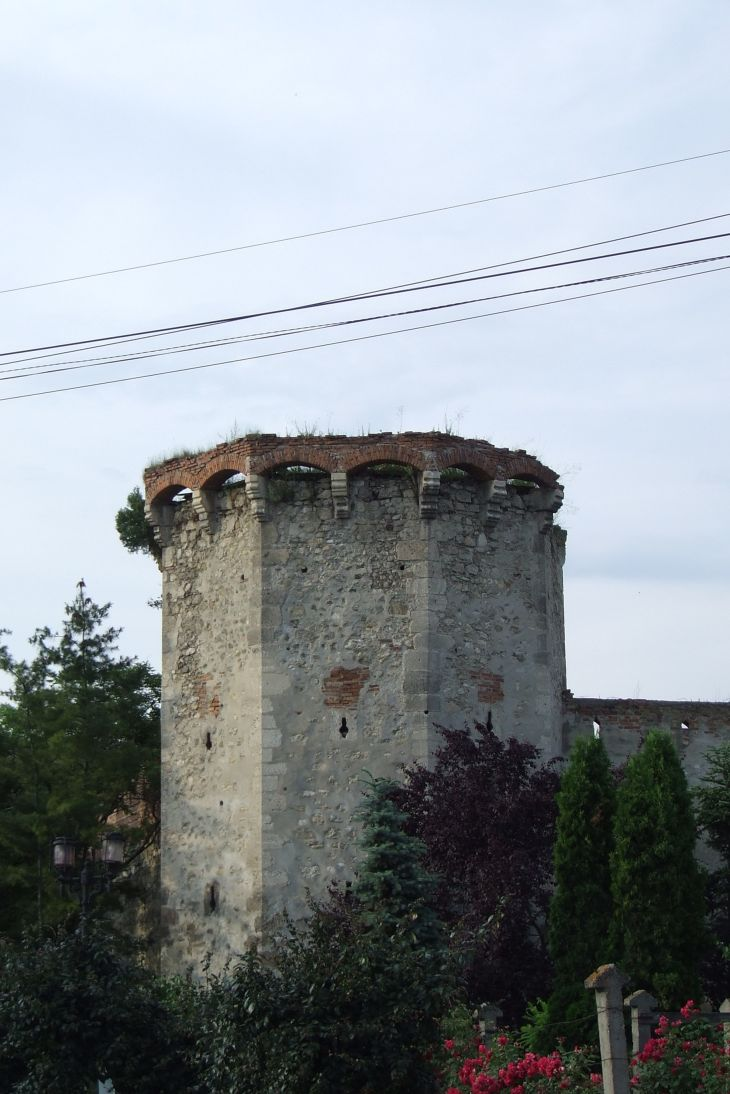
5 - Turnul dogarilor
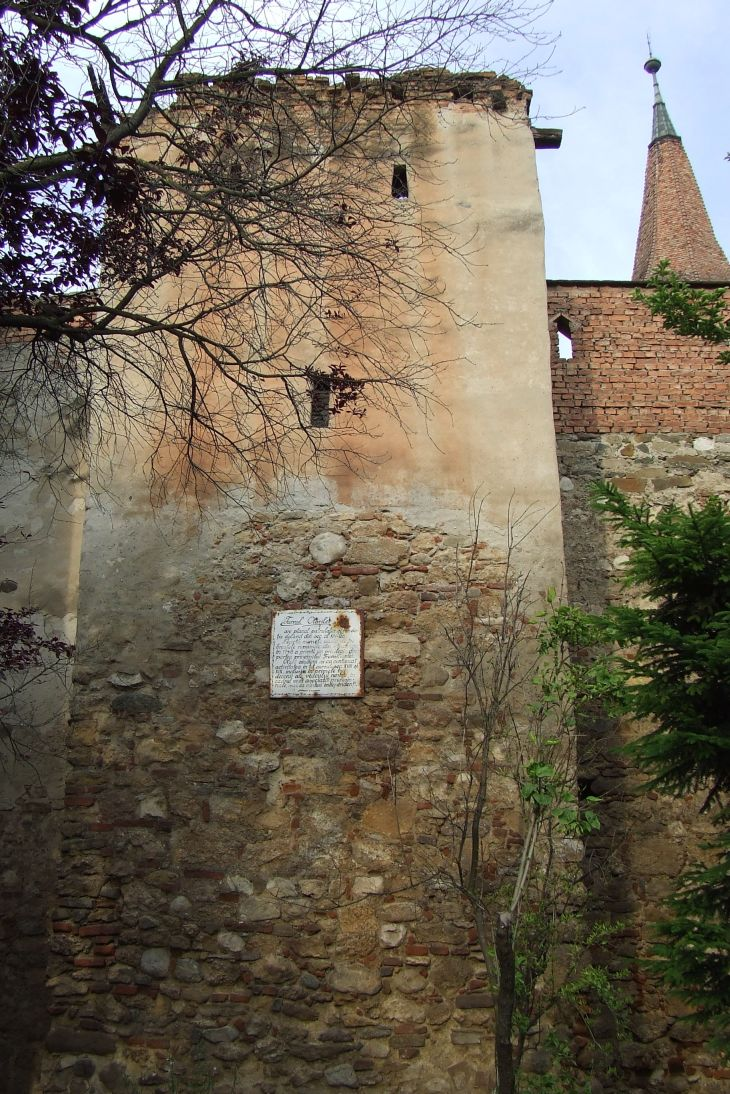
6 - Turnul Olarilor
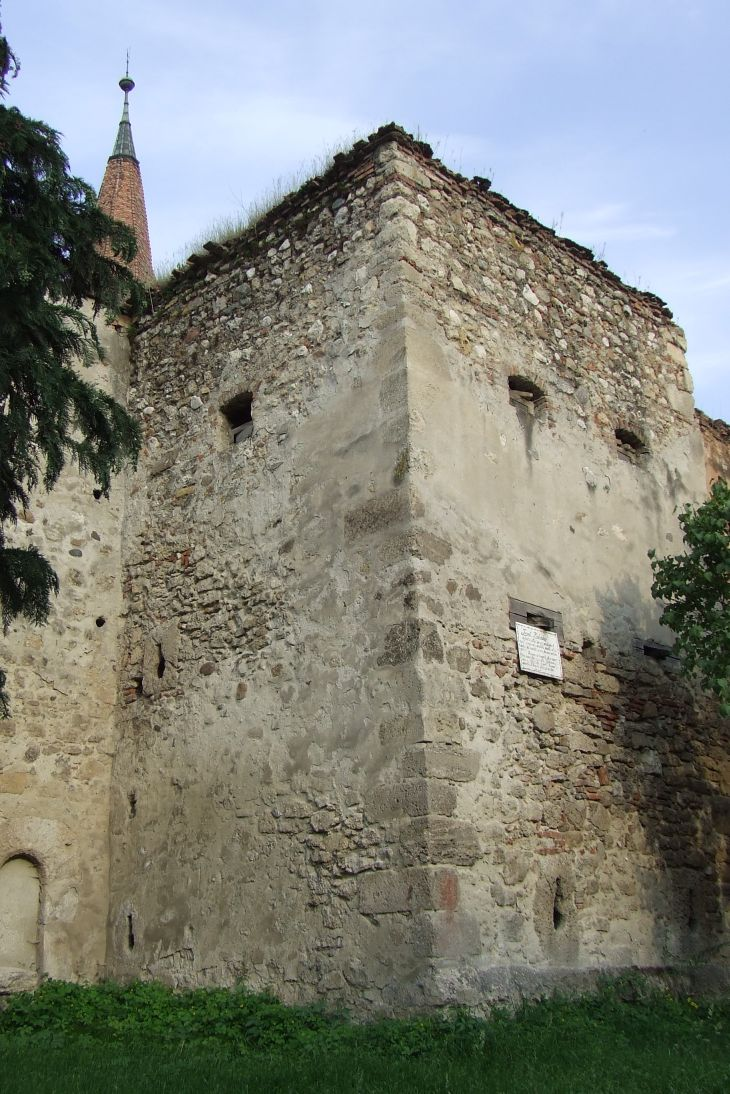
7 - Turnul Kalendas
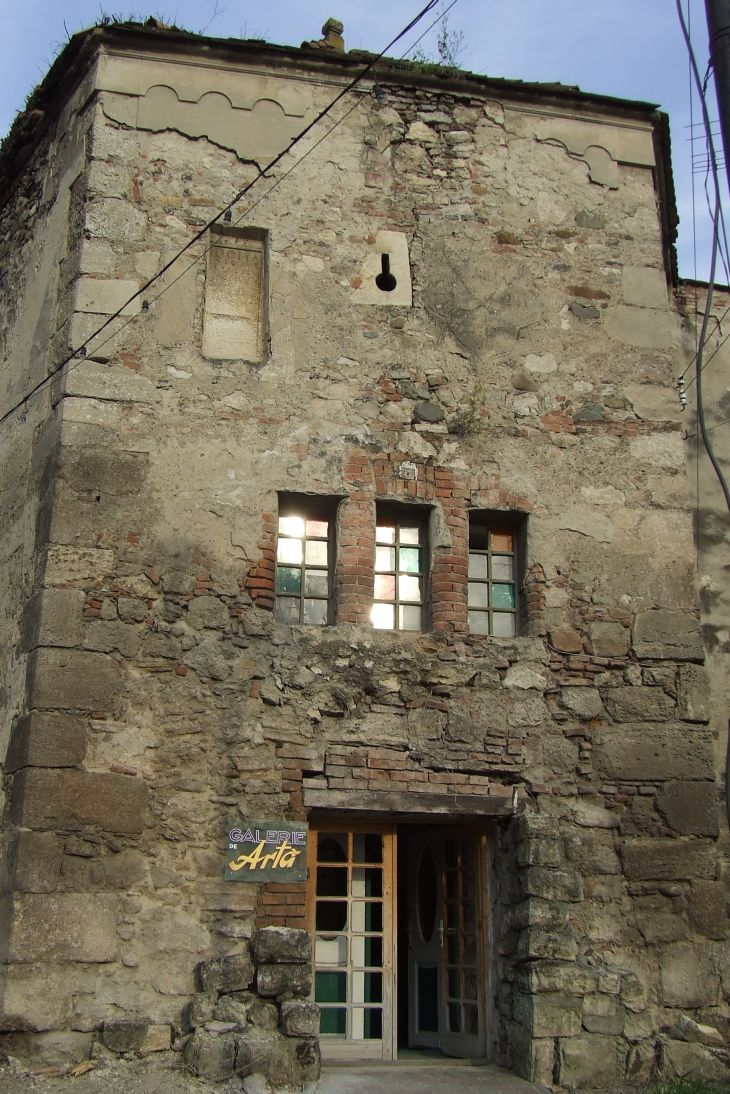
8 - Turnul lăcătuşilor
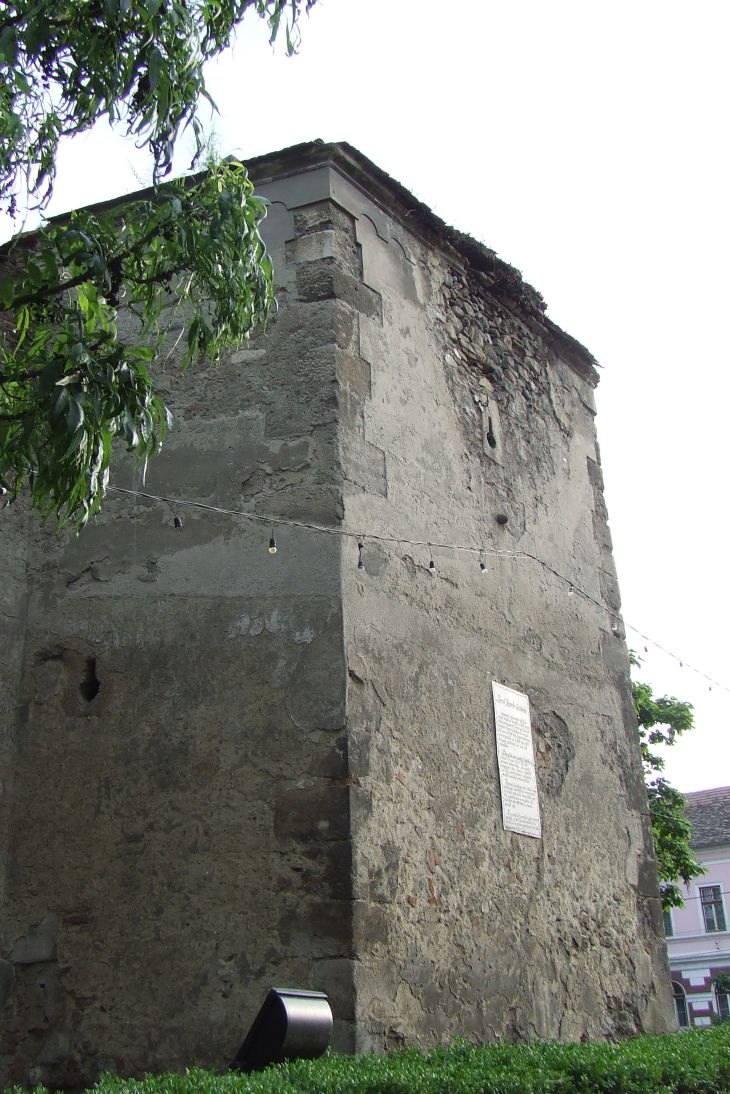
8 - Turnul lăcătuşilor
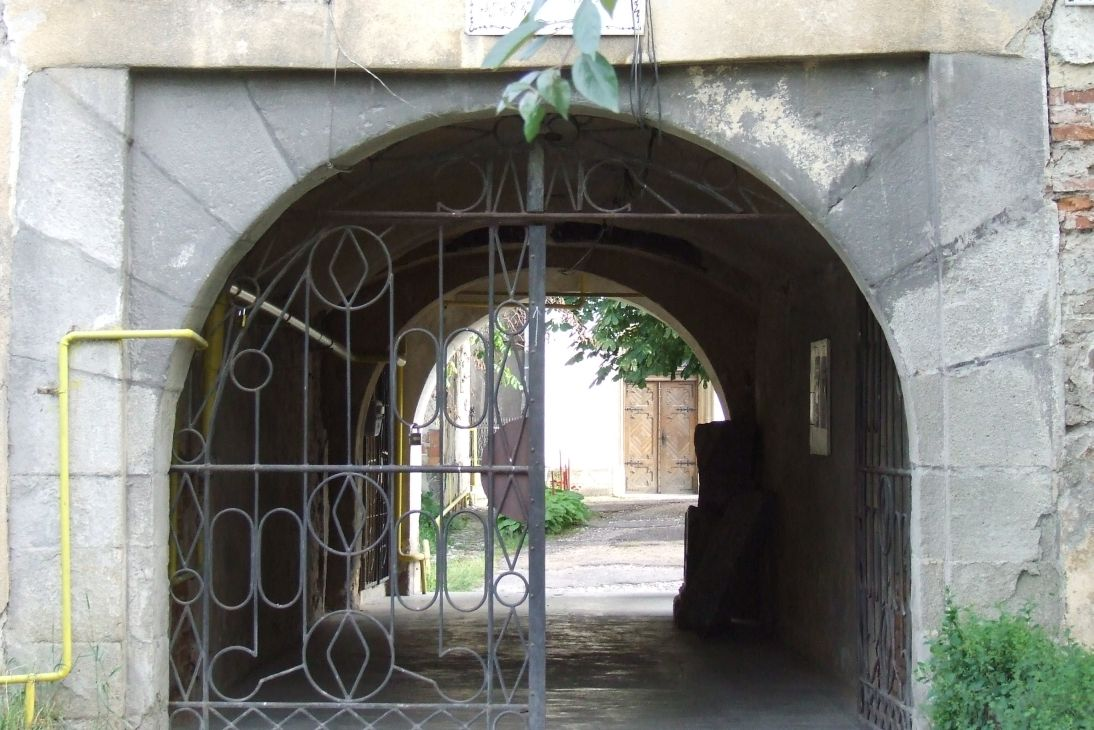
9 - Turnul Porţii văzut de dinafară
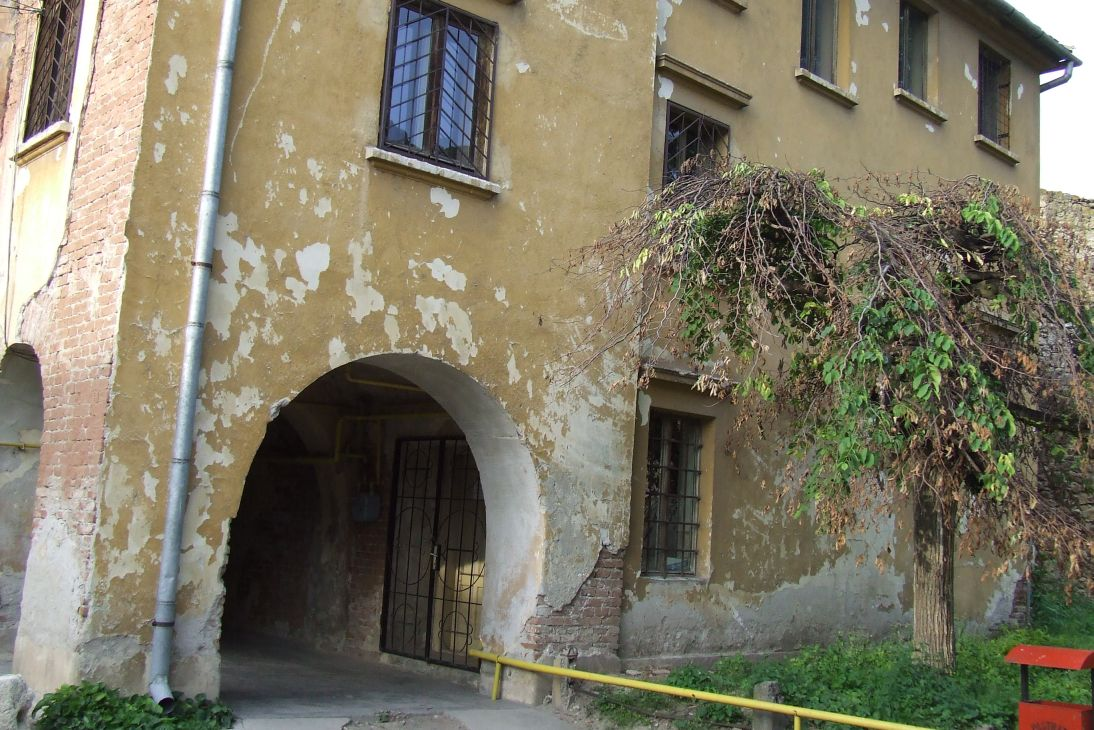
Intrarea în turnul porţii dinspre interiorul cetăţii şi porţiunea din palatul voievodal Bethlen
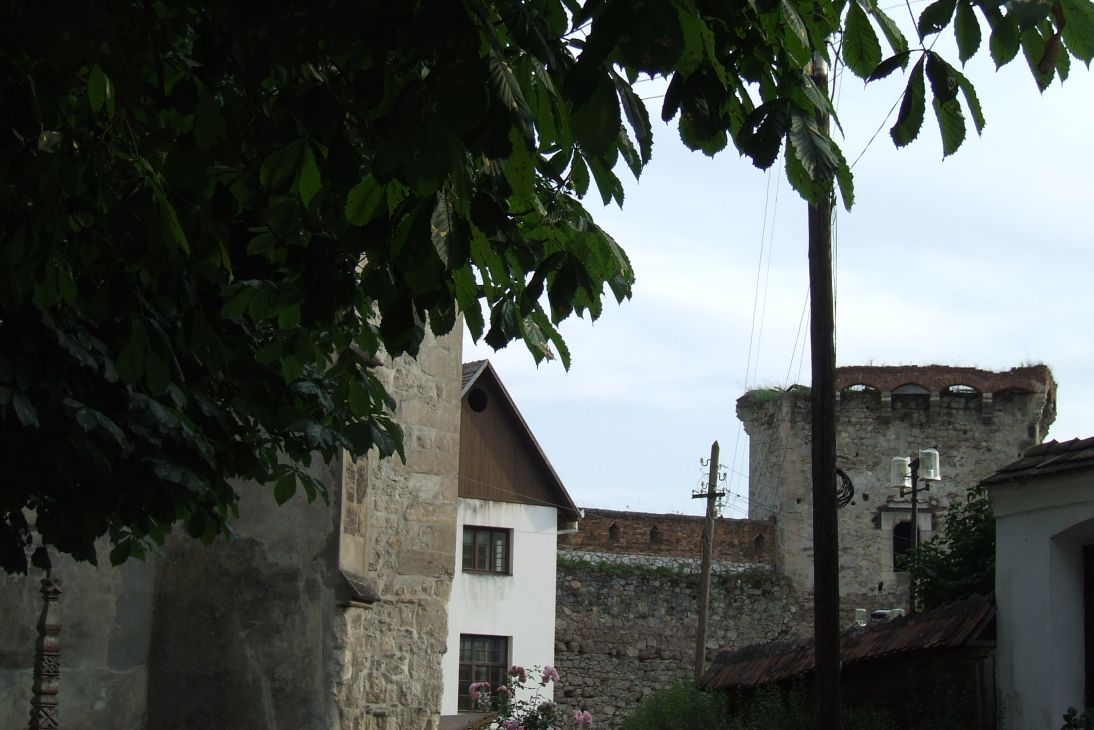
Turnul dogarilor văzut dinăuntrul cetăţii, în stânga biserica reformată
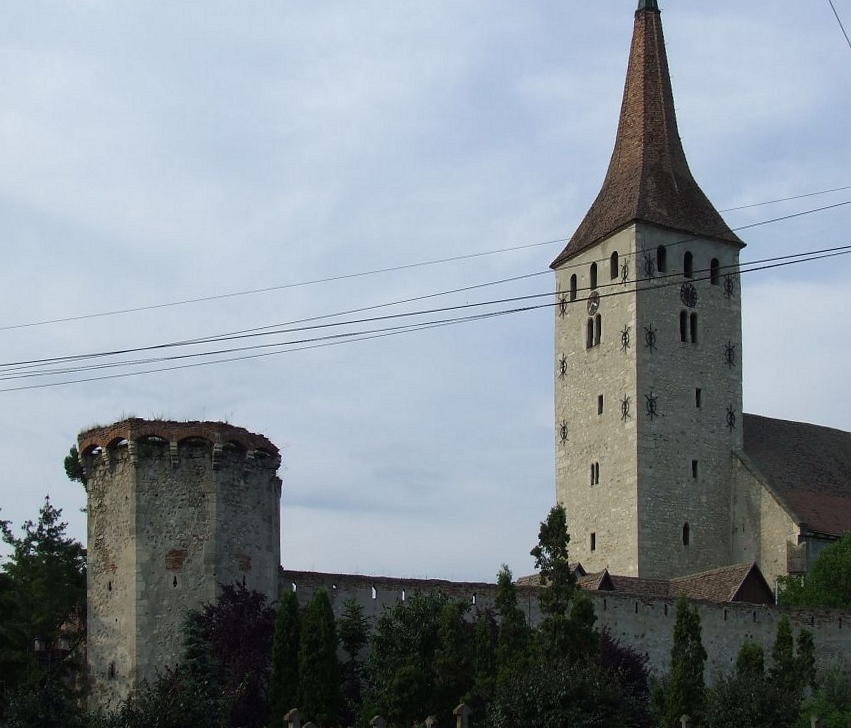
Turnul dogarilor şi biserica reformată
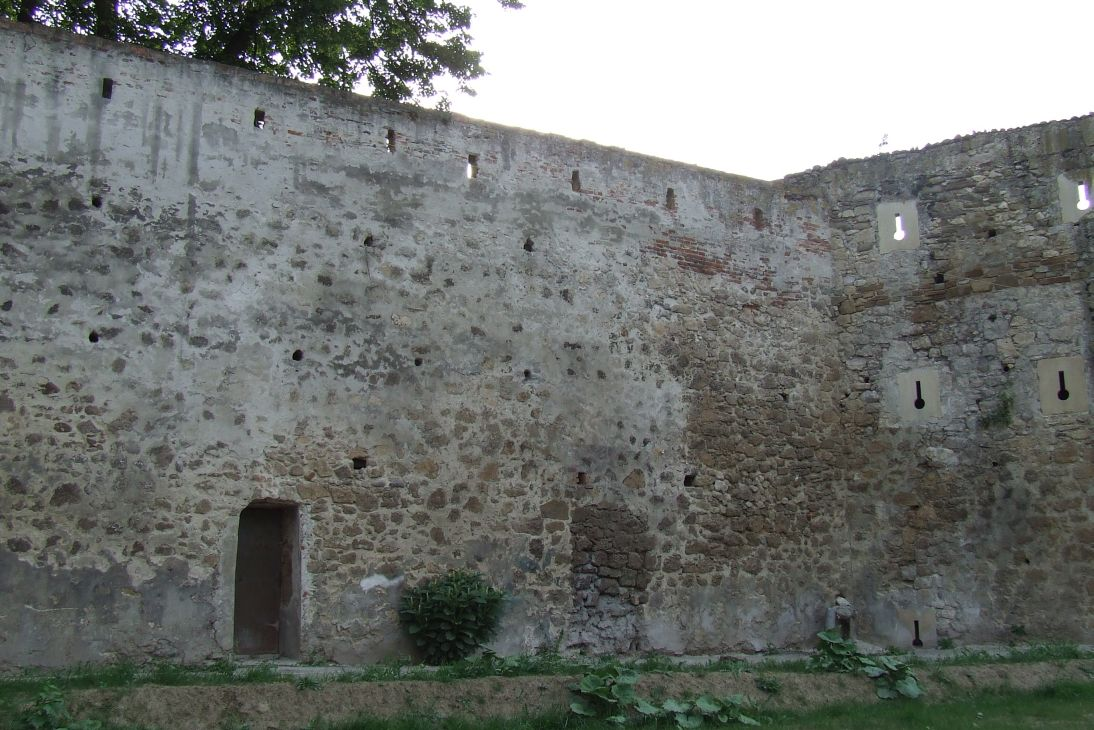
Porţiunea de zid de la turnul croitorilor la cel al măcelarilor
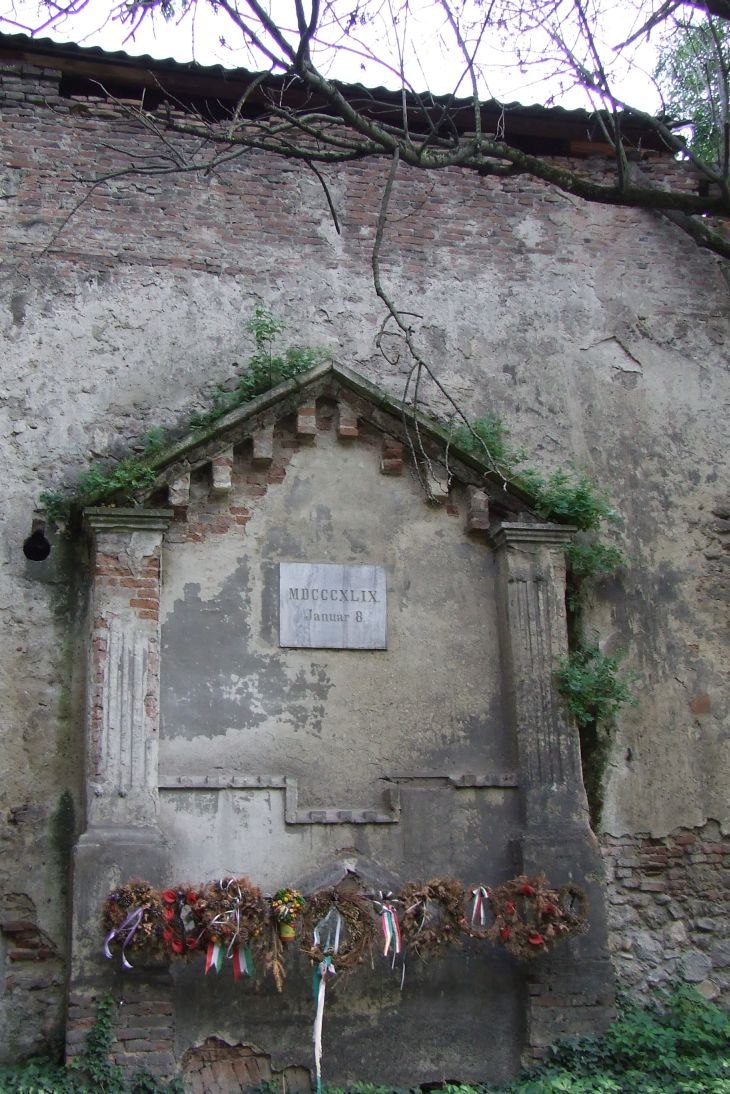
Monumentul masacrului din 1849, pe porţiunea de la turnul porţii la turnul lăcătuşilor
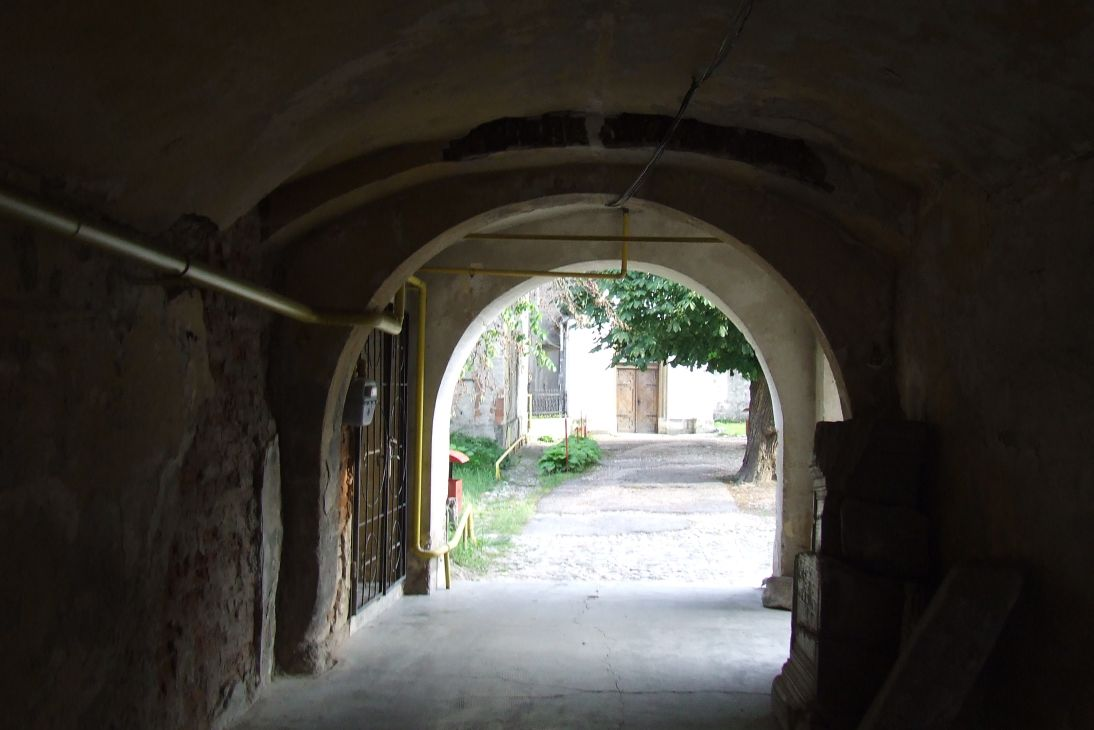
Intrarea în turnul porţii
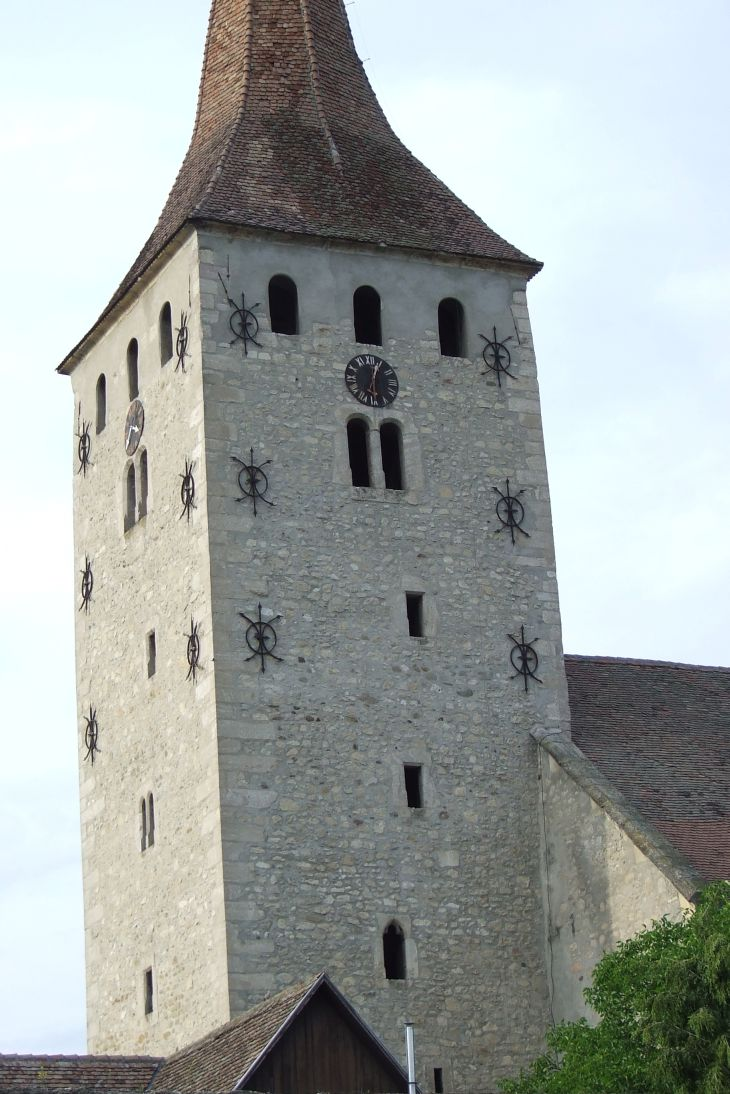
Turnul bisericii reformate
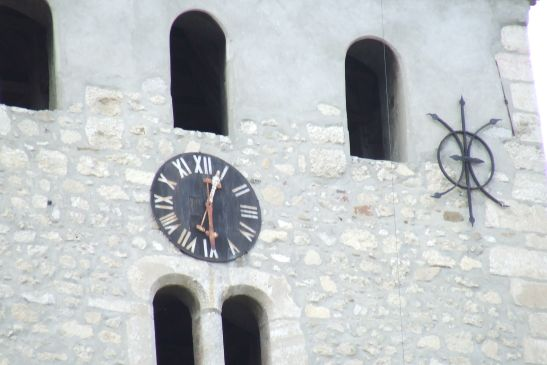
Biserica Reformată-Calvină - ceasul bisericii
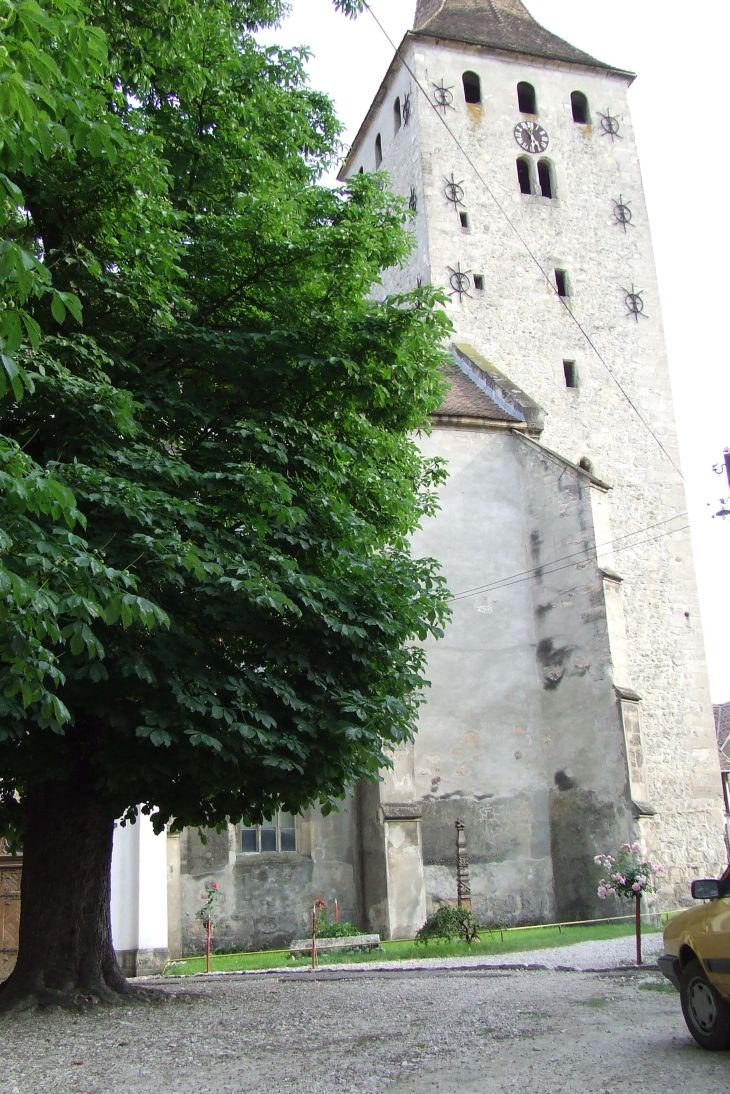
Biserica Reformată-Calvină - imagine din interiorul cetăţii
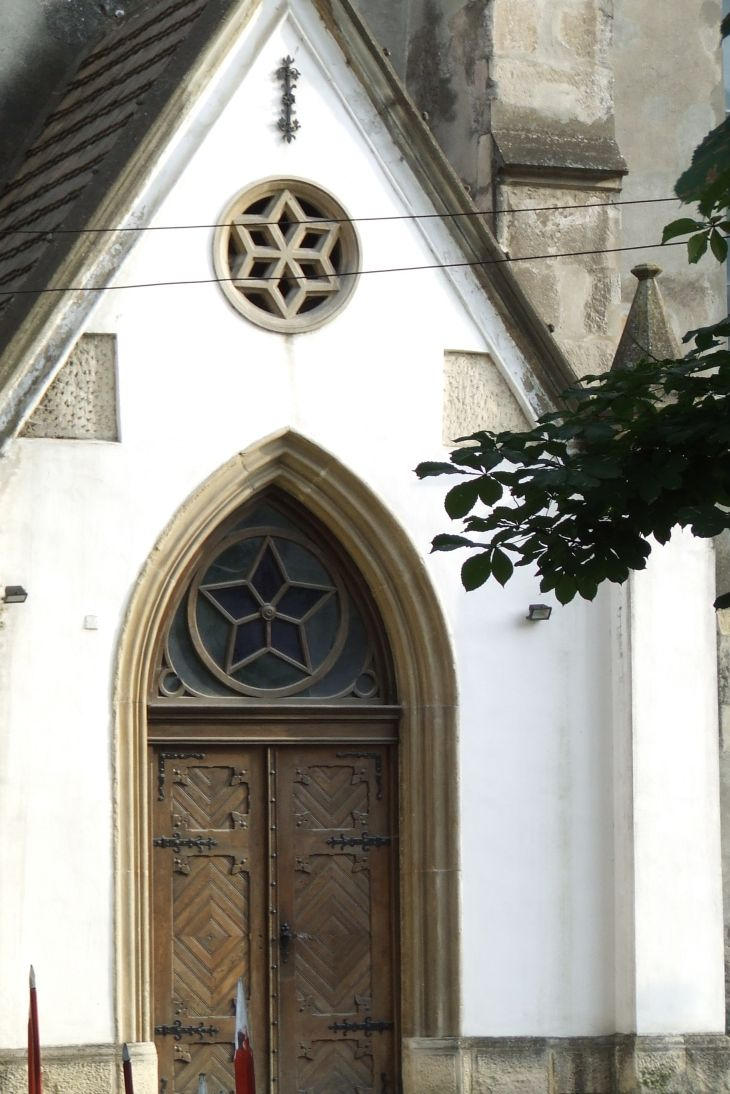
Intrarea în Biserica Reformată-Calvină
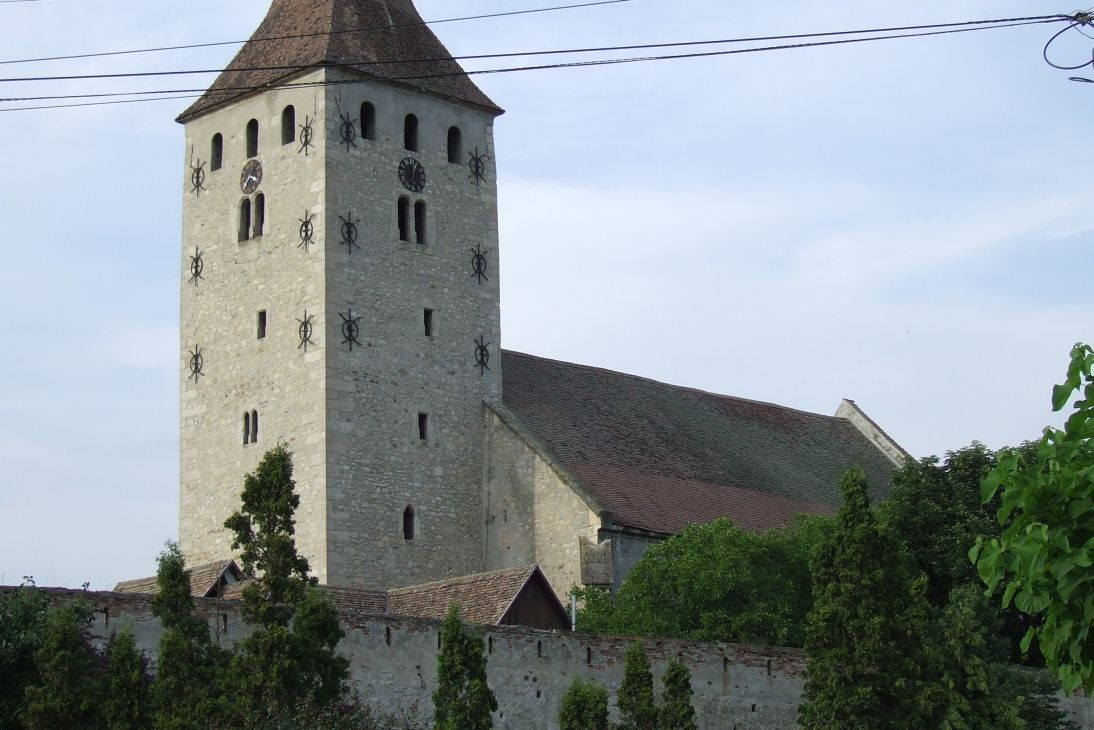
Biserica Reformată-Calvină
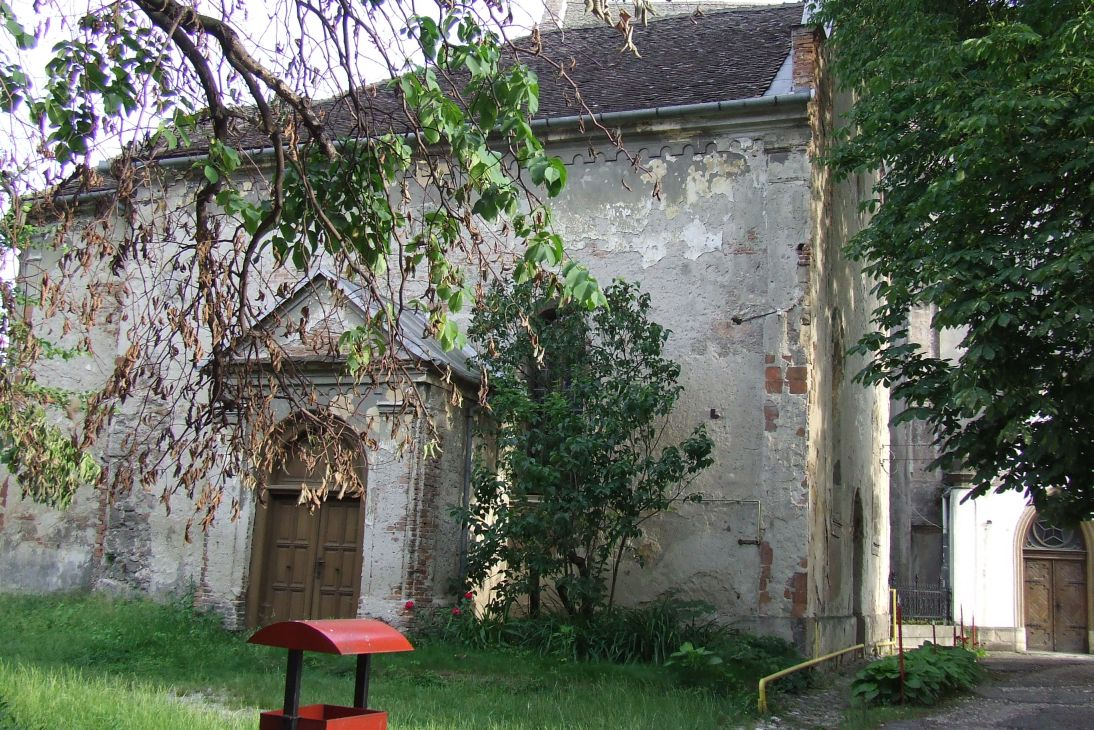
Biserica Evanghelică-Lutherană